# Scribilita
Unter einer Scribilita (auch Scriblita oder Scriplita) wurde im antiken Rom ein dünner Kuchen verstanden, der eine Art Käsekuchen darstellte. Er wurde heiß gegessen und bestand aus Mehl und Käse, worüber Honig gegossen wurde.
Nach einer anderen Quelle wurden die ursprünglichen Scribilitae mit Grieß gemacht. Hinzu kamen Schafskäse, Honig, Eier, Pinienkerne und Salz; dann wurde die Masse auf einen Teig aus Weizenmehl, Eiern, Butter und Salz gegeben und gebacken.
Ein Rezept wird in Catos De agri cultura beschrieben.